# Laboratorijska pretraga krvi
Laboratorijska pretraga krvi ili laboratorijska analiza krvi laboratorijska je pretraga, koja se izvodi na uzorku krvi koji se obično vadi iz vene na ruci koristeći hipodermičku iglu, ili putem uboda u prst. 
Višestruki testovi za specifične krvne komponente, kao što je test glukoze ili kolesterola, često su grupirani u jedan testni panel koji se naziva krvna analiza. Laboratorijske pretrage krvi često se koriste u zdravstvenoj zaštiti za određivanje fizioloških i biokemijskih stanja, kao što su: bolest, sadržaj minerala, efikasnost farmaceutskih lijekova i funkcija organa. Tipični klinički krvni paneli uključuju osnovni metabolički panel ili kompletnu krvnu sliku. Laboratorijska pretraga krvi također se koristi u testovima na drogu za otkrivanje zloupotrebe droga.

## Vađenje krvi
Vađenje krvi ili venepunkcija korisna je metoda, jer je minimalno invazivan način za dobivanje krvi za analizu. Krv teče po cijelom tijelu, djelujući kao medij koji opskrbljuje tkiva kisikom i hranjivim tvari i odvodi otpadne tvari u sustave izlučivanja. Posljedično, stanje krvotoka utječe ili je pod utjecajem mnogih medicinskih stanja. Iz tih razloga su laboratorijske pretrage krvi najčešće izvođeni medicinski testovi.
Ako je potrebno samo nekoliko kapi krvi, umjesto venipunkture radi se ubod u prst.
Laboratorijski inženjeri i tehničari te medicinske sestre zaduženi su za vađenje krvi pacijenta. Međutim, u posebnim okolnostima i izvanrednim situacijama, ostali medicinski djelatnici i liječnici također vade krv. 

## Biokemijska analiza
Osnovni metabolički panel mjeri: natrij, kalij, klorid, bikarbonat, dušik ureje u krvi, magnezij, kreatinin, glukozu, a ponekad i kalcij. Testovi koji se usredotočuju na razinu kolesterola mogu odrediti razine LDL i HDL, kao i razine triglicerida.
Neki testovi, poput onih kojima se mjeri profil glukoze ili lipida, zahtijevaju gladovanje (ili nejedenje) osam do dvanaest sati prije uzimanja uzorka krvi.
Za većinu testova, krv se obično uzima iz vene pacijenta. Drugi specijalizirani testovi, kao što je arterijski plinski test, zahtijevaju vađenje krvi iz arterije. Analiza arterijskoga plina prvenstveno se koristi za praćenje razine ugljičnog dioksida i kisika u kontekstu plućne funkcije, ali se također koristi za mjerenje pH vrijednosti krvi i razine bikarbonata u određenim metaboličkim uvjetima.
Dok se redoviti test glukoze provodi u određeno vrijeme, test tolerancije glukoze uključuje ponovljene testove za određivanje brzine kojom tijelo obrađuje glukozu.